# Palemón de Tabennisi
Palemón († ca. 330) fue un abad de la Tebaida, fundador, junto con su discípulo Pacomio del monasterio de Tabennisi, en el año 330. Tras las persecuciones contra los cristianos se retiró al desierto y llevó vida de ermitaño, dedicado a la oración. Es conocido como uno de los Padres del yermo.

## Palemón y Pacomio
Pacomio buscó a Palemón y venció las reticencias de este para aceptarlo como discípulo y compañero. Crearon entre los dos uno de los primeros monasterios de la Tebaida, en el que impusieron las costumbres de la vida eremítica: rezo en silencio, soledad y sacrificio (a veces pasaban toda la noche de pie, orando y haciendo penitencia para dominar las tentaciones de la carne). Utilizaban hojas de palmera para saciar el hambre provocada por los ayunos.

## Festividad
Palemón figura en el Martirologio Romano y su fiesta se celebra el día 11 de enero. Por la Iglesia ortodoxa su fiesta se celebra el 12 de agosto.